# Yasuhiro Fukuda
Yasuhiro Fukuda (福田 恭大 Fukuda Yasuhiro?), född 13 mars 1992 i Okayama prefektur, är en japansk fotbollsspelare.
Fukuda började sin karriär 2014 i FC Ryukyu. 2015 flyttade han till FC Osaka. Han avslutade karriären 2016.